# Roșia de Secaș (gmina)
Roșia de Secaș – gmina w Rumunii, w okręgu Alba. Obejmuje miejscowości Roșia de Secaș, Tău i Ungurei. W 2011 roku liczyła 1542 mieszkańców. 